# Герб Липецка
Герб Липецка — является символом города Липецка.
Герб утверждён Решением Липецкого городского Собрания представителей № 215 от 3 октября 1996 года «О проекте Положения о гербе города Липецка» с изменениями в описании герба 1 ноября 1996 года решением Липецкого городского Собрания представителей № 231. Решением Липецкого городского Совета депутатов от 16 августа 2005 года № 85 было утверждено «Положение о гербе и флаге города Липецка».
Герб является гласным.

## Описание и обоснование символики
Геральдическое описание (блазон) гласит:
Герб города Липецка представляет собой изображение большого изумрудного липового дерева в золотом поле, означающее имя города; подножие дерева — натуральный зелёный холм
Большое изумрудное липовое дерево обозначает имя города.
Восстановленный исторический герб города Липецка 1781 г., без верхней «тамбовской» части.

## История
16 августа 1781 года, когда Липецк был уездным городом в составе Тамбовского наместничества, был принят его первый герб.
В верхней части щита герб Тамбовский. В нижней - большое липовое дерево, в золотом поле, означающее имя сего города.
27 декабря 1968 года решением XI сессии Липецкого городского Совета депутатов трудящихся был утверждён новый герб советского Липецка, автором которого являлся Николай Родионович Полунин.
Общая форма герба традиционно-геральдическая. В основу его взят золотой щит с проходящей по вертикали голубой лентой, символизирующей собой реку Воронеж, которая делит город на левобережную и правобережную части. В центре герба изображена серебряная шестерня с ковшом, разливающим сталь, символизирующие развитую металлургическую промышленность и индустрию города Липецка. Золотой венец из колосьев пшеницы на шестерне — символ изобилия Липецкой земли.
На многих плакатах 1970-х годов гербовый щит дополнялся сверху золотой плашкой, на которой было написано название города.
3 октября 1996 года Липецкое городское Собрание представителей восстановило исторический герб города. 1 ноября 1996 года решением Липецкого городского Собрания представителей № 231 были внесены изменения в Положение «О гербе города Липецка», в котором герб описывался так:
В золотом поле на зелёном холме — зелёная с пурпурным стволом липа.
Это описание было включено в Устав города Липецка, принятый решением Липецкого городского Собрания представителей Липецкой области № 232 от 1 января 1996 года.
В «Положении о гербе и флаге города Липецка», утверждённом решением Липецкого городского Совета депутатов от 16 августа 2005 года № 85, герб описывается уже более точно:
Герб города Липецка представляет собой изображение большого изумрудного липового дерева в золотом поле, означающее имя города; подножие дерева — натуральный зелёный холм.
В 2002 году уроженец Становлянского района Липецкой области космонавт Сергей Трещёв во время пятой экспедиции на МКС взял с собой среди личных вещей герб города Липецк.[значимость факта?]

## Критика липецкой символики
По мнению Александра Елецких, члена липецкого областного краеведческого общества, современный герб не отражает исторических, культурологических и социальных связей липецкой земли. На гербе Липецка — липа. Изначально этот населённый пункт носил название Липск или Липец. Липец — это липовый мёд, липкий и сладкий. Века назад на территории сегодняшнего Липецка простирались липовые рощи и дубравы Тамбовской губернии, где геральдическим символом был улей с тремя пчёлами. По мнению Александра Елецких, присутствие пчёл на гербовом щите восполнило бы недостающую историческую преемственность Липецка и подчеркнуло бы ценность липового мёда как символа липецкого края.
- Герб уездного города Липецка. Мозаика в подземном переходе от Нижнего парка Липецка под Петровским проездом.
- Герб советского города Липецка. Мозаика в подземном переходе от Нижнего парка Липецка под Петровским проездом.